# 走向傾斜マーク

走向傾斜マークの例。走向はN30°W、東に45°の傾斜を示す。

走向傾斜マーク（そうこうけいしゃマーク、英語: strike and dip symbol）は地質図やルートマップを作成する際に用いる、走向と傾斜を記録する記号である。

## 記法

1が走向、2が傾斜を表す

主にルートマップ作成時などにおいてクリノメーター等で計測したその走向と傾斜を記録するために用いられ、場合によっては完成した地質図においても記される。ここで傾斜は観測地点から見て層が低くなっている方向を記録する。
日本においては鹿野 et al. (2000)においてその記法が示されており、走向は適当な長さの実線、傾斜方向はその中点から直交する短い実線で示すとされている。また逆転層を示す際は傾斜方向を示す線を右回りで実際に傾斜している方向にすることによって、水平層を示す際は東西南北に合わせた線の長さが等しい十字型で表すことが可能とされている。しかし、後者については鉱徴地と紛らわしいため地質調査所（現在の産業技術総合研究所地質調査総合センター）は避けているとしている:667。

### 名称
本項では名称を「走向傾斜マーク」としたが、日本国内においてこの名称を使用している例は情報地質学の論文において確認できるものの他の呼称も存在する。例としては2009年に発行された啓林館の地学I教科書や坂 (1993)は「走向・傾斜の記号」としており、この語は地球科学分野の論文にも見出すことが出来る。1970年代の論文では「走向傾斜を表示するマーク」とする表記もある。